# Weywot
Weywot, oficialment  (50000) Quaoar I Weywot, és l'únic satèl·lit conegut de l'objecte transneptunià Quaoar. Fou descobert el 22 de febrer de 2007, basant-se en imatges obtingudes el 14 de febrer de 2006. El satèl·lit fou descobert a una distància de 0,35 minuts d'arc de Quaoar amb una diferència en la seva magnitud aparent de 5,6. Orbita a una distància de 14.500 quilòmetres de Quaoar i té una excentricitat orbital d'aproximadament 0,14. Assumint que la seva albedo sigui igual que el de Quaoar, la magnitud aparent suggereix que aquesta lluna té un diàmetre d'aproximadament 74 km (1:12 de Quaoar). Brown, el seu descobridor creu que és un fragment del mateix Quaoar fruit d'una col·lisió, del qual s'especula perdé gran part de la seva capa de gel durant el procés.

## Nom
En ser descobert, Weywot rebé la designació provisional, |S/2006 (50000) 1. Brown deixà als Tongva l'elecció del nom, i fou seleccionat el del déu Weywot, fill de Quaoar. El nom es feu oficial el 4 d'octubre de 2009.